# Sui Yangdi
Sui Yangdi  (煬帝), nome pessoal Yang Guang (Changan, 560 – Nanquim, 618) foi imperador da China entre 604 e 618, foi o penúltimo imperador da dinastia Sui. No ano 608 mandou construir o Grande Canal da China, de 1.800 Km. No seu reinado mudou a capital de Xi'an para Luoyang. Lançou três grandes ataques a Coreia que acabou de forma desastrosa nas três vezes.
Em um dos ataques a Coreia, ocorreu a Batalha de Salsu, que teve início quando o Imperador Sui Yangdi invadiu a península coreana com um exército de dois milhões de homens. Eulji Mondeok, rei de Koguryo, através de uma retirada estratégica, foi capaz de destruir, pouco a pouco, as tropas de Yangdi, que, quando já dizimada, encontrava-se na cidade de Pyongyang, foi completamente vencida após uma emboscada coreana.